# Opeatocerata
Opeatocerata är ett släkte av tvåvingar. Opeatocerata ingår i familjen dansflugor.
Kladogram enligt Catalogue of Life: